# Neuilly-en-Dun
Neuilly-en-Dun é uma comuna francesa na região administrativa do Centro, no departamento Cher. Estende-se por uma área de 30,78 km². Em 2010 a comuna tinha 223 habitantes (densidade: 7,2 hab./km²).